# Асьєр Дель Орно
Асьєр Дель Орно (ісп. Asier del Horno, нар. 19 січня 1981, Баракальдо) — іспанський футболіст, що грав на позиції захисника.

## Клубна кар'єра
Асьєр Дель Орно — вихованець футбольної школи клубу «Атлетік Більбао». За дорослу команду почав виступати у 2000 році на позиції центрального півзахисника, але потім був переведений на позицію лівого захисника. За «Атлетик» провів 108 ігор і забив 13 голів.
У червні 2005 Дель Орно за 8 млн фунтів перейшов в лондонський «Челсі» і в перший же сезон (2005-06) виграв з командою чемпіонат Англії. Ставши гравцем основного складу, він забив 1 гол в 34 матчах.
У червні 2006 повернувся до Іспанії - за 8 млн євро його викупила «Валенсія». Дель Орно підписав контракт на 6 років. Відразу отримавши травму, він зміг дебютувати за клуб лише в березні 2007 року в матчі проти «Сельти». Незабаром Кіке Флорес виставив захисника на трансфер: тренер не бачив Асьєру місця на полі в сезоні 2007-08. В останній день трансферного вікна Дель Орно погодився приєднатися на правах оренди до свого рідного «Атлетика» до кінця сезону, повернувшись влітку 2008 року до «Валенсії» після сезону, повного травм. У «Валенсії» його фізичні проблеми не зникли і після слабко проведеної першої половини сезону (виходив на поле лише в матчах проти слабших команд в Кубку Іспанії) 30 січня він був відправлений в оренду до кінця сезону в «Реал Вальядолід». Ставши незмінним гравцем основи в «Реал Вальядоліді», Асьєр не зміг запобігти поверненню команди до Сегунди після трирічного перебування у вищому дивізіоні. В сезоні 2010-11 29-річний Дель Орно був знову відправлений в оренду до «Леванте», які щойно вийшли у Прімеру. З його допомогою левантійці змогли залишитися у вищому дивізіоні, але Асьєру довелося пропустити кінцівку сезону через фізичні проблеми, які турбували його ще з початку сезону.
Після повернення Дель Орно у «Валенсію», він розірвав контракт з клубом і на початку серпня 2011-го повернувся в «Леванте», підписавши повноцінну угоду. в Леванте йому знову почали дошкуляти постійні травми. Асьєр не зміг витіснити з основного складу 35-річного Хуанфрана і покинув команду.
| Дата       | Місто     | Господарі            | Результат | Гості                | Турнір            | Голи | Примітки |
| ---------- | --------- | -------------------- | --------- | -------------------- | ----------------- | ---- | -------- |
| 03.09.2004 | Валенсія  | Іспанія              | 1 – 1     | Шотландія            | товариський матч  | -    |          |
| 09.10.2004 | Сантандер | Іспанія              | 2 – 0     | Бельгія              | Відбір до ЧС 2006 | -    |          |
| 17.11.2004 | Мадрид    | Іспанія              | 1 – 0     | Англія               | товариський матч  | 1    |          |
| 09.02.2005 | Альмерія  | Іспанія              | 5 – 0     | Сан-Марино           | Відбір до ЧС 2006 | 1    |          |
| 26.03.2005 | Саламанка | Іспанія              | 3 – 0     | Чилі                 | товариський матч  | -    |          |
| 30.03.2005 | Белград   | Сербія та Чорногорія | 0 – 0     | Іспанія              | Відбір до ЧС 2006 | -    |          |
| 04.06.2005 | Валенсія  | Іспанія              | 1 – 0     | Литва                | Відбір до ЧС 2006 | -    |          |
| 17.08.2005 | Хіхон     | Іспанія              | 2 – 0     | Уругвай              | товариський матч  | -    |          |
| 07.09.2005 | Мадрид    | Іспанія              | 1 – 1     | Сербія та Чорногорія | Відбір до ЧС 2006 | -    |          |
| 12.11.2005 | Мадрид    | Іспанія              | 5 – 1     | Словаччина           | Відбір до ЧС 2006 | -    |          |
| Усього     |           | Матчів               | 10        |                      | Голів             | 2    |          |

## Титули і досягнення
- Чемпіонат Англії
  - Чемпіон (1): 2005–06
- Суперкубок Англії
  - Володар (1): 2005